# Carinariidae

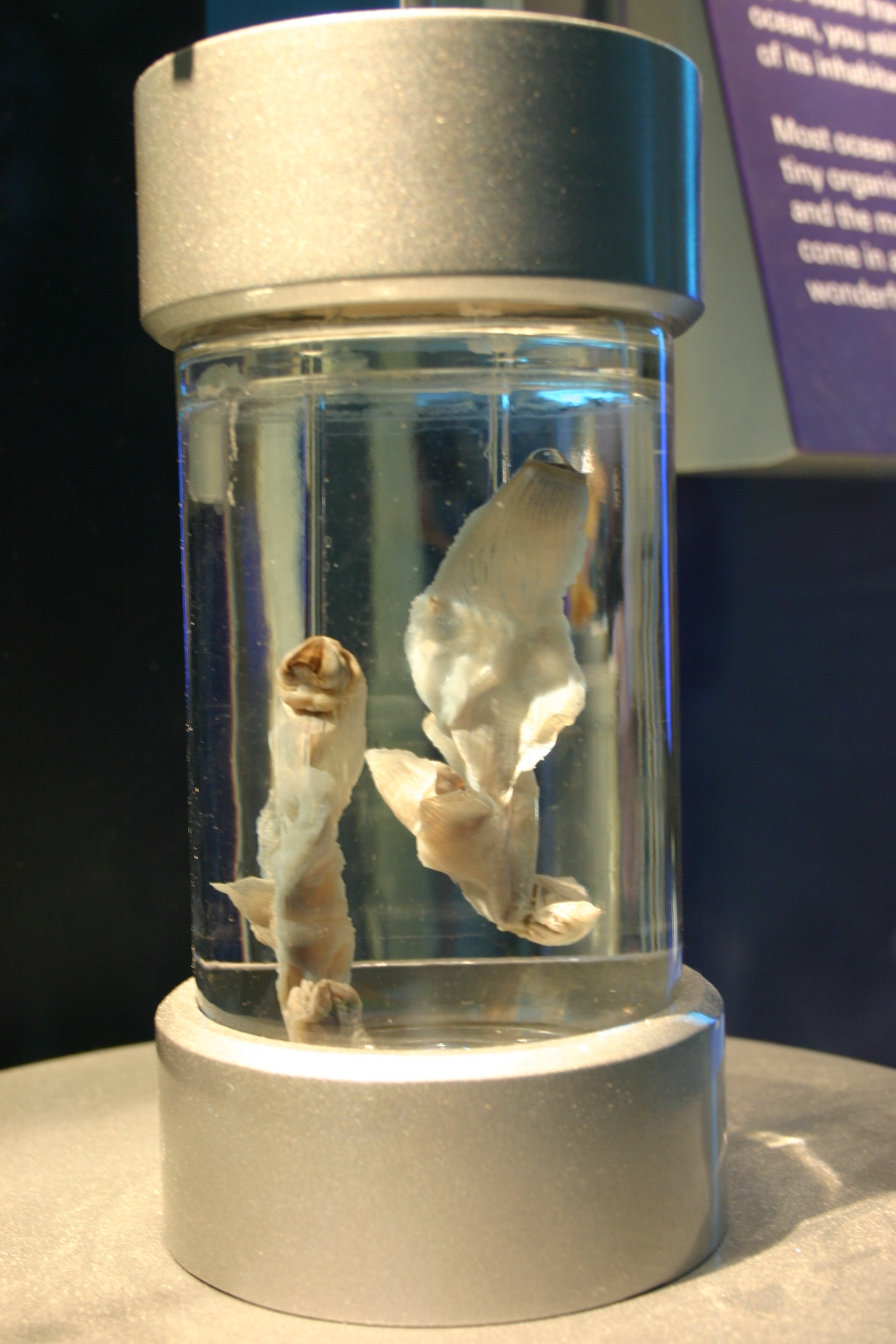
Nasspräparat von Carinaria lamarcki, National Museum of Natural History

Die Carinariidae sind eine Familie der Pterotracheoidea (früher auch Heteropoda genannt) innerhalb der Schnecken. Sie haben eine pelagische Lebensweise und leben räuberisch von anderen planktonischen und nektonischen Organismen. 

## Merkmale
Die Familie beinhaltet sehr große Formen (bis ca. 50 cm) mit einem durchsichtigen und mützenförmigen mineralisierten Gehäuse. Bei Carinaria und Pterosoma bedeckt das Gehäuse lediglich die Eingeweide, die Gonaden, Herz und Kiemen. Bei der Gattung Cardiapoda ist das Gehäuse mikroskopisch klein und sitzt dorsal im Viszeralkern. Sie können sich im Gegensatz zu den Vertretern der Atlantidae nicht mehr in das Gehäuse zurückziehen. Ein Operculum ist bei den adulten Tieren nicht vorhanden. Der Körper ist länglich und durchscheinend. Er ist deutlich in einen Schnauzenbereich, den eigentlichen Körper und die Schwanzregion gegliedert. Die Tiere schwimmen mit Hilfe des in eine Flosse umgewandelten Fußes auf dem Rücken. Auf dem Fuß sitzt ein Flossensaugnapf, der jedoch im Verhältnis zur Gesamtgröße der Flosse relativ klein ist. Die Augen sind hoch entwickelt und besitzen eine Linse. Die lange Radula besitzt 7 Elemente pro Querreihe; einen Mittelzahn sowie einen Lateralzahn und zwei Marginalzähne beiderseits des Mittelzahns. Die Tiere sind getrenntgeschlechtlich. Die Männchen übertragen die Spermapakete mit dem Begattungsorgan in die Mantelhöhle. Die Entwicklung verläuft über eine planktotrophe (planktonfressende) Veliger-Larve. Während der Larvalphase besitzen die Tiere noch ein Operculum zum Verschließen des (Larval-)Gehäuses, das dann bei der Metamorphose abgeworfen wird.

## Lebensweise und Ernährung
Die Vertreter der Familie leben ausschließlich pelagisch im offenen Meer. Sie ernähren sich bevorzugt von Salpen (Thaliacea), Doliolida und Pfeilwürmer (Chaetognatha). Die Beute wird ganz verschlungen. 

## Vorkommen
Die Arten der Familie leben weltweit in den oberen 200 Meter der wärmeren Meere. 

## Systematik
Derzeit werden drei Gattungen zur Familie gestellt:
- Carinaria Lamarck, 1801 (zum Beispiel Carinaria cristata)
- Pterosoma Lesson, 1827
- Cardiapoda d´Orbigny, 1835